# Dosithée II de Jérusalem
Dosithée II (en grec Δοσίθεος Β΄ Ιεροσολύμων) est patriarche orthodoxe de Jérusalem de 1669 à 1707. Il œuvre afin de préserver l'indépendance de l'Église orthodoxe, tant sur un plan politique que par rapport aux influences catholiques et protestantes.

## Éléments biographiques
Né le 31 mai 1641 à Arachova en Achaïe (renommée Exochi (el) en 1955), en Grèce, il est ordonné diacre en 1652 puis archidiacre à Jérusalem en 1661. En 1666, il est consacré archevêque de Césarée de Palestine, puis, en 1669 élu patriarche de Jérusalem.
En 1672, il convoque un concile à Jérusalem (appelé aussi « concile de Bethléem », car c'est à cette occasion qu'a été reconsacrée la basilique de la Nativité de Bethléem) en réaction à la « confession de foi » calviniste attribuée au défunt patriarche de Constantinople Cyrille Loukaris, publiée en 1629. Dans les actes et décrets du synode, le chapitre 6 (parfois appelé « Confession de Dosithée ») est une réfutation point par point de la « Confession de Cyrille Loukaris ».
En 1682, il fait installer une imprimerie pour les ouvrages grecs au monastère de Cetatuia (en) à Iassy, afin de mettre un terme à la dépendance envers l'Occident pour l'impression des livres (le Sultan interdisant l'installation d'imprimerie dans les territoires soumis à sa juridiction). Cette imprimerie, qui fonctionnera de manière intermittente, n'est pas la seule que Dosithée tente de créer. Il cherche aussi à en faire établir une à Moscou, mais une succession d'intrigues fait échouer le projet. Une autre imprimerie pour les ouvrages grecs voit le jour à Bucarest, sous son influence.
Lorsque le tsar de Russie Pierre le Grand transforme le patriarcat de Moscou en un « saint synode » sous le contrôle de l'État, Dosithée proteste, mais en vain.
Il meurt à Constantinople le 8 février 1707.